# Дом Плещеева
Дом Плещеева — здание-достопримечательность в Москве.

## Географическое расположение
Находится по адресу: ЦАО, улица Новая Басманная, дом 12, строение 2А. Район Басманный.

## История
В второй половине XVIII века на этом месте возведены каменные палаты.
Дом сооружен в 1797 году по заказу Григория Григорьевича Гогеля. Он был владельцем усадьбы. В 1797 году Гогеля уволили по причине злоупотребления и неустройства по Московскому Воспитательному Дому. В этом же году он переехал сюда. В 1799 году Гогель умер.
В этом же году дом перешёл Сергею Ивановичу Плещееву, статский советник. В 1798 году Плещеев уволен по причине опалы от императора. Он, в свою очередь, уехал в усадьбу, где и поселился. Сергей Иванович жил в этом доме до самой смерти императора Российской Империи Павла I.
В начале XX века к особняку совершена пристройка в виде доходного дома. При постройке убрали парадную лестницу.

## Архитектура
За своё время внешний вид здания особо не изменился.
Стиль классицизм. Украшен балконами.
К зданию есть пристройка.
Слева от особняка стоят парные колонны.
Трёхэтажный.